# 奥屋熊郎
奥屋 熊郎（おくや くまお、1894年7月11日 - 1964年11月14日）は、日本の新聞記者、放送プロデューサー。戦前の草創期のNHKで、その企画力により独創的な企画を次々に実現、特に国民歌謡の発案者として知られる。

## 略歴
1894年、 三重県阿山郡新居村字東村（現在の伊賀市東高倉）に生まれ、後に一家で神戸へ出る。
1914年に神戸新報社記者となったのを皮切りに、神戸又新日報、大阪日日新聞で記者として活動、鳥居素川や河東碧梧桐、花田比露思、丸山幹治などから名編集者として激賞された 。その一方で、富田砕花の詩や短歌に親しみ、みずから1917年、文化雑誌「ミナト芸術」を創刊するなど、神戸の文化活動の一端を担う。
1926年1月、戦前のNHK大阪放送局入局。桂春團治の落語、野球中継、ラジオ体操、女優岡田嘉子による「椿姫」一人芝居、「詩の朗読」など、ユニークな企画を次々に実現。同局文芸課長を務める。
1936年4月、奥屋の企画による「新歌謡曲」放送後、局内の議論の結果「国民歌謡」と改題し、同年6月1日より放送を開始 。のちに奥屋自身も作詞を手掛けた。
1943年7月、NHKを去って東京へ移り、日本放送出版協会常務取締役に就任。
1949-1951年、同社代表取締役社長。1964年11月14日、脳溢血のため神奈川県鎌倉市材木座の自宅で死去。